# Außerparlamentarische Opposition
Außerparlamentarische Opposition (kurz APO) beschreibt eine Opposition (lateinisch oppositio ‚Entgegensetzung‘), die außerhalb des Parlamentes stattfindet, weil die APO entweder durch die im Parlament vertretenen oder sonstigen Parteien (noch) kein Sprachrohr hat oder auch nicht haben will.

## Situation in Deutschland
Eine außerparlamentarische Opposition kann sich in der Bundesrepublik Deutschland vor allem auf die Grundrechte Meinungsfreiheit, Pressefreiheit und Versammlungsfreiheit berufen, um ihre Forderungen öffentlich darzustellen. Neue politische Strömungen beginnen ihre Arbeit meist erst außerhalb der Parlamente und kommen etwa über ein Landesparlament unter Umständen bis in den Deutschen Bundestag oder sogar bis in die Bundesregierung Deutschlands. Ein Beispiel für diesen Weg ist die Partei Die Grünen, die im Januar 1980 entstand und später als Bündnis 90/Die Grünen in einer Koalition mit der SPD von 1998 bis 2005 die Bundesregierung stellte, sowie erneut zwischen 2021 und 2025 in einer Koalition mit der SPD und der FDP.

### Die APO in den 1960er Jahren

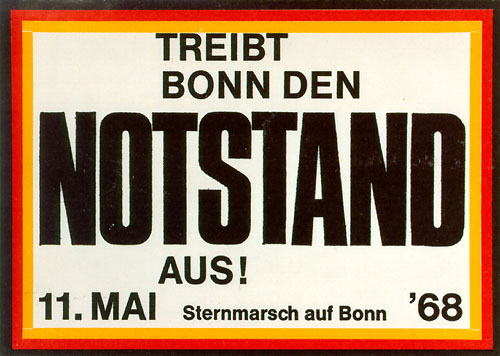
Demonstrationsaufruf der APO

In der Bundesrepublik Deutschland verstärkte sich ab Mitte der 1960er Jahre mit der Studentenbewegung, die mit der APO oft synonym gesetzt wird, die bis dahin bedeutendste außerparlamentarische Opposition in Deutschland (die sich selbst im Kürzel APO benannte). Ihre besonders von den Universitätsstädten ausgehenden Aktivitäten erreichten in den Jahren 1967 und 1968 ihren Höhepunkt. Die häufig in Bezugnahme auf diese Zeit ihrer Hochphase auch 68er-Bewegung genannte studentische APO wurde getragen durch den Sozialistischen Deutschen Studentenbund (SDS), aber auch durch andere Gruppen wie den Republikanischen Club (RC), der insbesondere in West-Berlin eine Schlüsselrolle spielte.
Die APO entwickelte sich aus der Opposition gegen die seit 1966 regierende sog. große Koalition aus CDU und SPD unter Bundeskanzler Kurt Georg Kiesinger (CDU) und die von dieser Regierung geplante Notstandsgesetzgebung, die letztlich gegen die Proteste der APO und das Votum der einzigen kleinen Oppositionspartei FDP durchgesetzt wurde. Die somit nahezu fehlende Opposition im Deutschen Bundestag und das verbreitete Gefühl, durch keine der im Bundestag befindlichen Parteien angemessen vertreten zu werden, begünstigte das Erstarken der außerparlamentarischen Opposition.
Des Weiteren forderte die APO eine Demokratisierung der Universitätspolitik (ein Motto der Studentenbewegung, das die Verkrustung der Strukturen an den Hochschulen aufzeigen sollte, lautete: „Unter den Talaren – Muff von 1000 Jahren“). Man warf der Elterngeneration, die sich nur für wirtschaftlichen Wiederaufbau interessiere, eine gesellschaftliche Verdrängung der Verbrechen des Nationalsozialismus vor und insbesondere die Tatsache, dass immer noch ehemalige Nationalsozialisten in hohen und höchsten Ämtern saßen. Die APO kritisierte die Notstandgesetzgebung mit ihrer weitgehenden Entrechtung und Kontrolle der Bürger im Eventualfall, die die Assoziation an den Faschismus weckten. Außerdem schloss sie sich den weltweiten Protesten gegen den „westlichen Imperialismus“ sowie die wachsende Gefahr eines Atomkrieges durch die atomare Aufrüstung der reichen Industrienationen, insbesondere der USA, und dem Protest gegen den Vietnamkrieg an und solidarisierte sich mit der nordvietnamesischen Guerilla gegen die USA. Neben anderen Protagonisten der revolutionären Befreiungsbewegungen der sogenannten Dritten Welt, wie zum Beispiel Fidel Castro und Che Guevara, fungierten auch der Anführer der vietnamesischen Revolution und Begründer der vietnamesischen kommunistischen Partei, Ho Chi Minh, sowie Mao Tse-Tung, der in China die Kulturrevolution eingeleitet hatte, als Galionsfiguren auf Protestmärschen. Allerdings kritisierten einflussreiche Studentenführer wie beispielsweise Rudi Dutschke und Hans-Jürgen Krahl nicht nur den mangelhaft vorangetriebenen Demokratisierungsprozess im Westen, sondern zugleich den durch Bürokratismus verfälschten Kommunismus im Osten, insbesondere den Sowjetkommunismus, der sich ohnehin durch die mörderische stalinistische Ära diskreditiert hatte.
Sehr bald waren es nicht nur einzelne Politikfelder, in denen die Studentenbewegung in die gesellschaftliche Diskussion eingriff. Sie weitete ihre Kritik aus und forderte grundsätzliche gesellschaftliche Veränderungen in einem sozialistisch-revolutionären Sinn. Neue Formen des Zusammenlebens wurden ausprobiert, ebenso wie neue Formen des Protests und der politischen Aktion. Hierbei machte besonders die „Kommune I“ mit Wortführern wie Fritz Teufel, Dieter Kunzelmann und Rainer Langhans von sich reden. Ihre politischen Happenings und Aktionen führten mehrfach zu Gerichtsverfahren, die ebenfalls als Plattform für spektakuläre Protest-Auftritte genutzt wurden.
Unterstützung und theoretische Orientierung fand die APO teilweise auch durch Intellektuelle und Philosophen wie etwa Ernst Bloch, Theodor W. Adorno, Herbert Marcuse, den Vertreter des französischen Existenzialismus Jean-Paul Sartre und andere (vgl. auch Frankfurter Schule und Kritische Theorie).
Insgesamt blieb die westdeutsche APO im Wesentlichen auf eher junge Menschen wie Studenten und Schüler beschränkt. Sie konnte in der Arbeiterschaft und im bürgerlichen Milieu der Bundesrepublik Deutschland kaum Fuß fassen. Einige Chronisten der Zeit, wie zum Beispiel Jutta Ditfurth, widersprechen dieser These jedoch und beziehen die Arbeiterschaft (Auszubildende etc.) mit in die politische Bewegung ein.
Dies war in Frankreich anders. Dort kam es zeitweise zu Solidarisierung der Gewerkschaften mit der Studentenbewegung, was im Mai 1968 zu einer beinahe revolutionären Situation und im Gefolge von schweren Unruhen, Straßenkämpfen und Massenstreiks zu einer Staatskrise führte. Einem der Protagonisten der deutschen und der französischen APO, dem deutsch-französischen Aktivisten und späteren Grünen-Politiker Daniel Cohn-Bendit, wurde 1968 auf Initiative von Staatspräsident Charles de Gaulle zeitweilig die Wiedereinreise nach Frankreich verweigert.
Weitere Mitglieder der APO waren Joseph ‚Joschka‘ Fischer, Bundesaußenminister von 1998 bis 2005, und Matthias Beltz († 2002), ein in den späten 1970er und 1980er Jahren bekannter Kabarettist.

#### Verschärfung des Konflikts
Ein Wendepunkt in der Geschichte der deutschen APO trat ein, als am 2. Juni 1967 während der Demonstrationen gegen den Staatsbesuch des persischen Schahs Mohammad Reza Pahlavi der Student Benno Ohnesorg vom Polizisten Karl-Heinz Kurras in West-Berlin erschossen wurde. Die Studentenbewegung radikalisierte sich, wurde zunehmend militanter und wandte sich verstärkt gegen die Springer-Presse, namentlich die Bild-Zeitung, die für die aufgeheizte Stimmung gegen die APO in der Bevölkerung verantwortlich gemacht wurde. Ein knappes Jahr nach dem Tod von Benno Ohnesorg wurde einer der prominentesten Wortführer des SDS, Rudi Dutschke, von dem Arbeiter Josef Bachmann durch Pistolenschüsse ebenfalls in West-Berlin schwer verletzt. Dutschke überlebte das Attentat, starb aber 1979 an den Spätfolgen der Verletzungen, die eine Epilepsie bei ihm verursacht hatten.
Nach 1969 spielte die APO in der bisherigen Form keine nennenswerte Rolle mehr in der Bundesrepublik Deutschland, wenngleich es auch weiterhin außerparlamentarische Oppositionsaktivitäten gab. Neue soziale Bewegungen griffen seit den 1970er Jahren zumindest einzelne Politik- und Gesellschaftsbereiche auf, die teilweise auch schon durch die Studentenbewegung thematisiert worden waren. Neu hinzu kamen ab den 1970er Jahren die Themenbereiche und außerparlamentarischen Aktionsfelder Umweltschutz (Ökologie, Ökobewegung) und Atomenergie (Atomkraftgegner), in denen sich auch viele ehemalige APO-Aktivisten wiederfanden.

#### Ende des SDS bis zur Gründung der Grünen, Ende 1960er Jahre bis zur Gegenwart
Der SDS spaltete sich nach 1968 auf. Es entstanden verschiedene miteinander konkurrierende linke Zirkel und kleine kommunistische Splitterparteien (K-Gruppen), die in der politischen Landschaft, zumindest auf parlamentarischer Ebene, ohne nennenswerten Einfluss blieben.
Der von Rudi Dutschke propagierte „Marsch durch die Institutionen“ wurde in gewisser Weise von jenen umzusetzen versucht, die um 1980 die Partei „Die Grünen“ (heute: Bündnis 90/Die Grünen) als eine Organisationsform der Anti-Atomkraft-, der Friedensbewegung und anderer neuer sozialer Bewegungen der 1970er und 1980er Jahre bildeten. Deren Gründer waren teilweise schon in der APO aktiv. 1983 wurden die Grünen in den Deutschen Bundestag gewählt, wo sie sich als parlamentarische Spielart der „Bewegung“ verstanden, dabei ihre Wurzeln und ihren Schwerpunkt zunächst weiterhin in den Neuen Sozialen Bewegungen sahen. Innerhalb weniger Jahre etablierten sich Die Grünen zusehends als parlamentarische Kraft. Schon in der Anfangsphase nach der Parteigründung spaltete sich ein rechtskonservativer Parteiflügel ab. Grundlegende Konflikte zwischen sogenannten „Fundis“ (Fundamentalisten) und „Realos“ (Realpolitikern) führten jedoch bis heute, vor allem Anfang der 1990er Jahre, zu Austritten prominenter Ökosozialisten aus der Partei. Die damit einhergehende Anpassung und zunehmende Kompromissbereitschaft der Grünen gegenüber den herkömmlichen gesellschaftspolitischen Strukturen brachte den Grünen einerseits einen verstärkten Wählerzuwachs, andererseits einen bis in die Gegenwart zunehmenden Widerspruch in den außerparlamentarischen Bewegungen ein, auf die sie sich einst beriefen – und dies bis heute teilweise noch immer tun. Insbesondere seit sie als Bündnis 90/Die Grünen ab 1998 in der Koalition mit der SPD an der Bundesregierung beteiligt waren und in dieser Koalition auch originäre Themen und Anliegen der ehemaligen APO in den Augen Vieler nicht mehr oder zu wenig vertraten, richteten sich zunehmend Demonstrationen der neuen außerparlamentarischen Bewegungen auch gegen die Politik der Grünen, vor allem nach deren Zustimmung zur Kriegsbeteiligung im Kosovokrieg (1999) und dem Afghanistan-Krieg (2002).

#### Radikalisierte Splittergruppen
Ein kleiner Teil von APO-Aktivisten um Andreas Baader, Gudrun Ensslin und anderen, zu denen später auch die Journalistin Ulrike Meinhof stieß, ging nach einigen Brandanschlägen auf Kaufhäuser unter anderem in den illegalen Untergrund und organisierte als Rote Armee Fraktion (RAF) den „bewaffneten Widerstand“. Banküberfälle, Entführungen und schließlich auch Mordanschläge auf Protagonisten der deutschen Wirtschaft, Politik und Justiz gingen bis in die 1980er Jahre auf das Konto der RAF und anderer ähnlicher Untergrundgruppen wie etwa der „Bewegung 2. Juni“ oder der Revolutionären Zellen (RZ).

#### Außerparlamentarische Opposition und Massenbewegungen ab den 1980er Jahren
Als Gegenbewegung zu den Grünen, die einen parlamentarischen Weg wählten, etablierten sich in den 1980ern die „Autonomen“ außerhalb der Parlamente u. a. in den Bereichen Anti-Atomkraft, soziale Kämpfe, Mieterrechte und internationale Solidarität. Diese sind im Laufe der Jahrzehnte in alle Bereiche der außerparlamentarischen Opposition übergegangen. Um den Einfluss einer neuen Opposition zu verringern und diese zu kontrollieren, floss in den letzten Jahrzehnten viel Geld in „Nichtregierungsorganisationen“ in seltenen Fällen wurden exponierten Personen Posten und Mandate angeboten. Teilweise werden Aktivitäten der APO gar von staatlichen Einrichtungen gekontert bzw. adaptiert. Anfang bis Ende der 1990er Jahre entwickelte sich eine starke antifaschistische Bewegung, siehe „Neue Soziale Bewegungen“. Im Falle Sven Giegold, eines Mitbegründers von Attac Deutschland, gelang es, eine außerparlamentarische Person der 1990er APO für die Grünen ins Europaparlament zu holen. Attac verlor daraufhin an Einfluss und wurde z. B. von „Occupy Germany“ beerbt. Inzwischen haben die Grünen kaum noch Einfluss auf entscheidende Bewegungen außerhalb der Parlamente, dennoch gehörten sie immer zu den Profiteuren in Form von Wählerstimmen. Ein Missverständnis zwischen Aktivisten der APO und deren Sympathisanten. Im Spannungsfeld APO / Parlament wurde die Piratenpartei Deutschland stark; diese brachten es aus dem Stand auf über 30.000 Mitglieder und in mehrere Parlamente.
Wie die Proteste gegen Stuttgart 21 (oben bleiben!) und beispielsweise auch Hamburg im Winter 2013/14 (Klobürstenrevolte) belegen, ist die „APO“ in der Bevölkerung inzwischen weit verankert und es kommt zum Teil zu wirklichen Volksbewegungen vor allem in den urbanen Zentren, ohne dass Parteien des Parlaments Einfluss auf diese Bewegungen hätten. In Wahlergebnissen haben zuletzt noch Grüne von diesen Bewegungen in Form von Wahlstimmen profitiert, werden aber längst nicht mehr als parlamentarischer Arm der außerparlamentarischen Bewegungen begriffen. In Grundpositionen zu Wirtschafts- und Sicherheitsfragen, so belegen Umfragen und Studien, isolieren sich die parlamentarischen Parteien immer weiter von wesentlichen Positionen in der Bevölkerung. Die parlamentarischen Parteien können ihren Grundanspruch, die politische Willensbildung des Volkes zu bestimmen, immer weniger umsetzen. Das Parlament nimmt die Belange der Wählerschaft inzwischen nur noch als ein bestenfalls gleichberechtigtes Interesse beispielsweise zu den Interessen militärischer Bündnispartner, Wirtschaftslobbyisten, Judikativlobbyisten, Exekutivlobbyisten, außenpolitischen Richtlinien, Staatsräson und ähnlich wahr, dies wird mit zunehmender Entfremdung quittiert. Soweit die Vorwürfe der außerparlamentarischen Opposition gegenüber den etablierten Parteien.
Um politische Bewegungen zu stärken, bedarf es mitgliedsstarker in der Bevölkerung verankerter Parteien. Dies hat noch keine APO geschafft ohne parlamentarisch zu werden, lediglich die verbotene SRP und die ebenfalls verbotene KPD waren sehr einflussreiche und starke politische außerparlamentarische Parteien, aufgrund des Verbotes unfreiwillig. Die K-Gruppen der 1970er Jahre gingen zum Teil in den Grünen und später in den Linken auf. Die Kommunistische Partei Deutschlands des kommunistischen Manifestes war 1848 als außerparlamentarische internationalistische politische Kraft gegründet worden. Die Suffragetten waren ebenfalls notgedrungen außerparlamentarisch, da es zu deren Zeit kein Frauenwahlrecht gab. In der Türkei sind beispielsweise heute auch viele der in der APO aktiven Parteien verboten.
Die konservativen Protest-Bewegungen (beispielsweise Pegida), die sich um 2015 in der Politik sowohl von der Regierung als auch von der Opposition nicht mehr vertreten fühlten, wurden von einigen Medien als neue Form der außerparlamentarischen Opposition bezeichnet.

### Die APO und die Staatssicherheit
Die Aufarbeitung der Akten der ostdeutschen Staatssicherheit hat gezeigt, dass eine Reihe von Mitgliedern der APO Kontakte zur Stasi hatten. Wie die Kontakte zwischen APO und Stasi zu bewerten sind bzw. inwieweit die westdeutsche APO durch die Stasi beeinflusst war, ist in der Forschung umstritten. Hubertus Knabe vertritt die Auffassung, die APO sei von der Stasi unterwandert und wesentlich beeinflusst worden. Gruppen wie die DKP oder die westdeutsche Friedensbewegung wurden zudem finanziell von der DDR unterstützt.

## Situation in Österreich
Vor der Zweiten Republik ist außerparlamentarische Opposition unter den Diktaturen der 1930er Jahre feststellbar: Durch Sozialisten, Kommunisten und Nationalsozialisten im Ständestaat sowie durch Widerstandskämpfer in der Zeit des Nationalsozialismus. In der Regel werden diese jedoch nicht mit dem Begriff beschrieben.
Die außerparlamentarische Opposition in der Zweiten Republik war zersplittert, oftmals engagierten sich Initiativen nur für spezifische Anliegen und vernetzten sich aufgrund von divergierenden politischen Vorstellungen kaum. Den Versuch, größere Bedeutung zu erlangen, unternahmen in den 1970ern etwa maoistische und trotzkistische Organisationen.

### Studentenproteste
Ähnlich wie in Deutschland nahm in Österreich ab 1967 die sozialistisch geprägte Studentenbewegung an Fahrt auf. Anliegen waren die Ablehnung von Antisemitismus, Imperialismus und der bürgerlichen Gesellschaftsordnung. Diese erste Phase der politischen Auseinandersetzungen zwischen linken Studierenden und dem Staat ebbte ab 1970 ab, nachdem die Regierung Kreisky Mitbestimmungsrechte für Studierende im Hochschulwesen festgeschrieben hatte.

### Antiautoritärer und pazifistischer Aktivismus
Im anti-autoritären Spirit der 68er engagierte sich ab 1969 eine Gruppe Jugendlicher unter dem Slogan „Öffnet die Heime!“ gegen die Situation in Kinder- und Jugendheimen. Die Mitglieder dieser kommunistischen Bewegung entzogen sich 1972 mehreren Gerichtsprozessen durch Emigration in die Schweiz.
Vereinzelt kam es zu disziplinären Maßnahmen gegen Linke, so erhielt der Geschichtslehrer Johann Stadler in Mürzzuschlag Unterrichtsverbot, nachdem er einen Artikel über linke Aktionen in der Schülerzeitung ermöglicht hatte. In Vöcklabruck wurde ein Schüler nach einer kritischen Äußerung von der Schule ausgeschlossen, beging Selbstmord, jegliches Gedenken wurde an der Schule verboten.
Ab Sommer 1968 kursierten in Österreich Vorschläge zur Abschaffung bzw. Reform des Bundesheeres. Das FORVM dokumentierte Schikanen in Kasernen, Leserbriefe und Diskussionen zum gewaltfreien Widerstand. Bei der Nationalratswahl 1970 kandidierte die SPÖ daraufhin mit dem Slogan „Sechs Monate Bundesheer sind genug“ und konnte den politischen Erfolg für sich verzeichnen. In den folgenden zwei Jahren kam es zu weiteren Demonstrationen und Aktionen gegen das Heer, Verteidigungsminister Lütgendorf sprach von „geistig verblendete[n] und von ausländischen Anarchisten gesteuerte[n] Heißsporne[n]“. Daraufhin erfolgten in Wien, Linz, Salzburg und Innsbruck Demonstrationen, der VSStÖ forderte: „Weg mit dem Bundesheer“. Das Ministerium konterte mit Erlässen, die Studenten keinen Aufschub ihres Präsenzdienstes mehr erlaubten, und Soldaten das Tragen von Bärten und langen Haaren verbot. Die Zahl der Wehrdienstverweigerer stieg, 1974 ermöglichte die Regierung den Zivildienst (zunächst mit „Gewissenskommissionen“).

### Öffentlicher Raum und Hausbesetzungen
Ab 1972 kam es zum Entstehen zwei weiterer politischer Bewegungen: Der Besetzungsbewegung und der Anti-Atomkraft-Bewegung. Erstere wurde durch Architekturstudenten und Künstler geprägt, die sich gegen die Abriss- und Verbauungspolitik der Stadt Wien stellten. Ein erster Schauplatz war der Sternwartepark, der 1973 durch einen Neubau verkleinert werden sollte. Eine sich bildende lokale Bürgerinitiative überzeugte Bürgermeister Felix Slavik zur ersten Volksbefragung in der Stadtgeschichte, in deren Vorfeld sich u. a. die Kronenzeitung für den Erhalt der Parkfläche positionierte. Zwei Wochen nach Bekanntgabe des Ergebnisses trat Slavik zurück.
Weiterer Ausgangspunkt war das Spittelbergviertel, das seit 1973 unter Denkmalschutz stand, aber im Verfallen begriffen war. Im Sommer 1975 besetzten Anrainer mehrere leerstehende denkmalgeschützte Biedermeier-Häuser, um den Abriss zu verhindern – unter anderem das Amerlinghaus. 1976 wurde der ehemalige Auslands-Schlachthof Sankt Marx besetzt, dessen geplanter Abriss eine Fortführung der „Festwochen-Arena 70“ verunmöglicht hätte. Aus Verhandlungen der Stadt Wien mit den Besetzern entstand die autonom-basisdemokratische Eventlocation Arena Wien. Dieselben Beteiligten erwirkten eine Zusage, den Naschmarkt in seiner damaligen Form zu erhalten und nicht zu schleifen. Auch das Amerlinghaus wurde nach langen Verhandlungen mit dem Stadtrat einem Verein übergeben. Im selben Jahr formierte sich eine Bürgerinitiative, die nach dem Auszug des TGM aus der Währinger Straße das dortige, denkmalgeschützte, Gebäude-Ensemble erhalten wollte. Obwohl die Initiative von der Stadt unterstützt wurde, besetzten Aktivisten des Vereins WUK 1981 das Gebäude. Im selben Jahr übergab die Stadt Wien dem Verein die Schlüssel. Den Forderungen der Burggarten-Bewegung (ab Frühling 1979) nach Freiräumen und „Rasenfreiheit“ wurde erst nach mehreren Jahren entsprochen. Die Stadt Wien stellte als Konsequenz von 1981 bis 1983 das Kulturzentrum Gassergasse zur Verfügung. In den 1980er Jahren stieg die Zahl der Hausbesetzungen rapide an. Einen Abschluss bildet die Besetzung des Ernst-Kirchweger-Hauses 1990.
Auf Seite der Stadt Wien führten Kulturstadträtin Gertrude Fröhlich-Sandner und ihr Nachfolger Helmut Zilk den Dialog mit den Initiativen. Fröhlich-Sandner setzte sich ab 1982 gar für die Selbstverwaltung der Rosa Lila Villa ein, obwohl bundesweit noch homophobe Gesetze in Kraft waren.

### Anti-Atomkraft-Bewegung
Pläne der Kreisky-Regierung zum Bau eines Atomkraftwerkes in St. Pantaleon lösten erste lokale Proteste aus, ebenso wie im Waldviertel gegen ein geplantes Atommüllendlager. Zu einem bundesweiten Engagement wurde jedoch erst der Kampf gegen das Kernkraftwerk Zwentendorf. Zunächst unbemerkt durch die Berufspolitik, entwickelte sich langsam eine Bewegung. Schließlich waren es hunderte Initiativen unterschiedlichster Ausrichtung, die das Kraftwerk ablehnten: Naturschützer, Katholiken, Maoisten, Wissenschaftler, Mütter, Studierende usw. Nachdem auch die ÖVP ihren Standpunkt geändert hatte, beschloss der Nationalrat eine Volksabstimmung über die Inbetriebnahme des AKW Zwentendorf, die am 5. November 1978 mit 50,47 % eine knappe Mehrheit gegen die Inbetriebnahme brachte.

### Umweltschutzbewegung
Im Dezember 1984 wurden die Hainburger Auen von Umweltaktivist besetzt. Anlass war die geplante Errichtung eines Kraftwerkes, die die Auenlandschaft geflutet hätte. Nach gewaltsamen Auseinandersetzungen mit der Polizei wurde das Projekt nicht umgesetzt. Erst 1986 gelang es Freda Meissner-Blau nach einem Achtungserfolg bei den Präsidentschaftswahlen, mehrere der Gruppierungen hinter sich zu einen und als Die Grünen in den Nationalrat Österreichs zu führen.
Nach starken Verlusten bei der Nationalratswahl 2017 befanden sich die Grünen bis 2019 erneut in außerparlamentarischer Opposition.